# Южне (Борзинський район)
Ю́жне (рос. Южное) — село у складі Борзинського району Забайкальського краю, Росія. Адміністративний центр Южного сільського поселення.

## Населення
Населення — 629 осіб (2010; 714 у 2002).
Національний склад (станом на 2002 рік):
- росіяни — 86 %